# Rivarennes (Indre-et-Loire)
Rivarennes is een gemeente in het Franse departement Indre-et-Loire (regio Centre-Val de Loire) en telt 759 inwoners (2004). De plaats maakt deel uit van het arrondissement Chinon.

## Geografie
De oppervlakte van Rivarennes bedraagt 18,7 km², de bevolkingsdichtheid is 40,6 inwoners per km².
De onderstaande kaart toont de ligging van Rivarennes (Indre-et-Loire) met de belangrijkste infrastructuur en aangrenzende gemeenten.

## Demografie
Onderstaande figuur toont het verloop van het inwonertal (bron: INSEE-tellingen).